# Chandra, Komorerna
Chandra är en ort i Komorerna.   Den ligger i distriktet Anjouan, i den centrala delen av landet, 140 km öster om huvudstaden Moroni. Chandra ligger 469 meter över havet och antalet invånare är 5 645. Den ligger på ön Anjouan.
Terrängen runt Chandra är kuperad åt nordost, men åt sydväst är den bergig.  Närmaste större samhälle är Moutsamoudou, 7,7 km väster om Chandra. 